# Anton Puntigam
Anton Puntigam (* 15. Mai 1859 in Salsach, Oststeiermark; † 4. September 1926 in Wien) war ein österreichischer Jesuit, Jugendseelsorger und geistlicher Schriftsteller.

## Leben
Puntigam entstammte einer kinderreichen steirischen Bauernfamilie. Er besuchte das Gymnasium in Graz, danach trat er 1879 in das Noviziat der Jesuiten in Sankt Andrä ein. Er studierte Philosophie und Theologie an der Universität Innsbruck und erhielt 1895 die Priesterweihe.
Von 1896 bis 1908 war Puntigam Generalpräfekt des Knabenseminars von Travnik. Nach einem Konflikt mit einem österreichischen Beamten und einem einjährigen Aufenthalt in Wien kehrte er nach Bosnien zurück und wurde Theologieprofessor und Jugendseelsorger in Sarajevo. Hier begründete er die Zeitschrift Stimmen aus Bosnien. Nach dem Attentat auf den österreichischen Thronfolger Franz Ferdinand von Österreich-Este und dessen Gattin der Herzogin Sophie von Hohenberg  von am 28. Juni 1914 spendete Puntigam beiden im Rathaus von Sarajevo die letzte Ölung und segnete die Leichname ein. Er nahm nach dem Prozess gegen die Attentäter die vermutliche Tatwaffe, eine Browning mit der Seriennummer 19074 an sich und plante ein Franz-Ferdinand-Museum zu gründen, zu dem es aber wegen des Krieges und des anschließenden Zusammenbruchs der Monarchie nicht kam. Die Waffe wurde erst 2004 wiedergefunden und dem Heeresgeschichtlichen Museum in Wien übergeben.
Im Herbst 1918 floh Puntigam aus Sarajevo und ging nach Wien. 1919 wurde er als Jugendseelsorger nach Split geschickt, kehrte aber auf seinen Wunsch bereits 1920 wieder nach Wien zurück. Hier gründete er den Eucharistischen Völkerbund, dem die Erzbischöfe von Prag und Lemberg beitraten. Gleichzeitig gab er eine Zeitschrift Der Eucharistische Völkerbund – Organ des Eucharistischen Völkerbundes im hl. Geist für die Einigung der Christenheit heraus und auch ein Verlag existierte, in dem die Reihe Neue Konvertitenbilder erschien. 1923 übersetzte er das Buch L'Apôtre de Normale supérieure, Pierre Poyet des Jesuiten Albert Bessières ins Deutsche. Er starb im Wiener Hartmannspital nach längerem Leiden und wurde auf dem Wiener Zentralfriedhof beerdigt. 1936 benannte man die Puntigamgasse in Wien-Hietzing nach ihm.
Von seinen Schriften fand Peter Barbaric, ein Jüngling nach dem Herzen Gottes, die weiteste Verbreitung. Das Buch wurde ins Kroatische, Tschechische, Slowenische, Ungarische und Italienische übersetzt. In Durch die Stürme der Jugend spricht sich Puntigam besonders gegen die Selbstbefriedigung aus und vertritt die Ansicht, dass diese Rückenmarkserkrankungen hervorrufe und in jedem Fall gebeichtet werden müsse.

## Schriften
- Peter Barbaric, ein Jüngling nach dem Herzen Gottes. Innsbruck 1901
- Die Weihe der Jugend an die unbefleckte Empfängnis. Wien 1904
- Unsere Zukunft in Bosnien. Graz 1909
- Die katholische Kirche in Bosnien. Köln 1909
- Der selige Hingang des großen Erzbischofs von Sarajevo Dr. Josef Stadler. Wien 1919
- Durch die Stürme der Jugend. Gedanken und Geschichten für jeden Jüngling und Jugendfreund. Wien 1924
- Der Wandel zu Gott. Gedanken und Anregungen. Wien 1925
- Exerzitien für Laien. 27 Vorträge für geistliche Übungen mit besonderer Rücksicht auf die Jugend. Innsbruck 1930